# The English Theatre of Hamburg

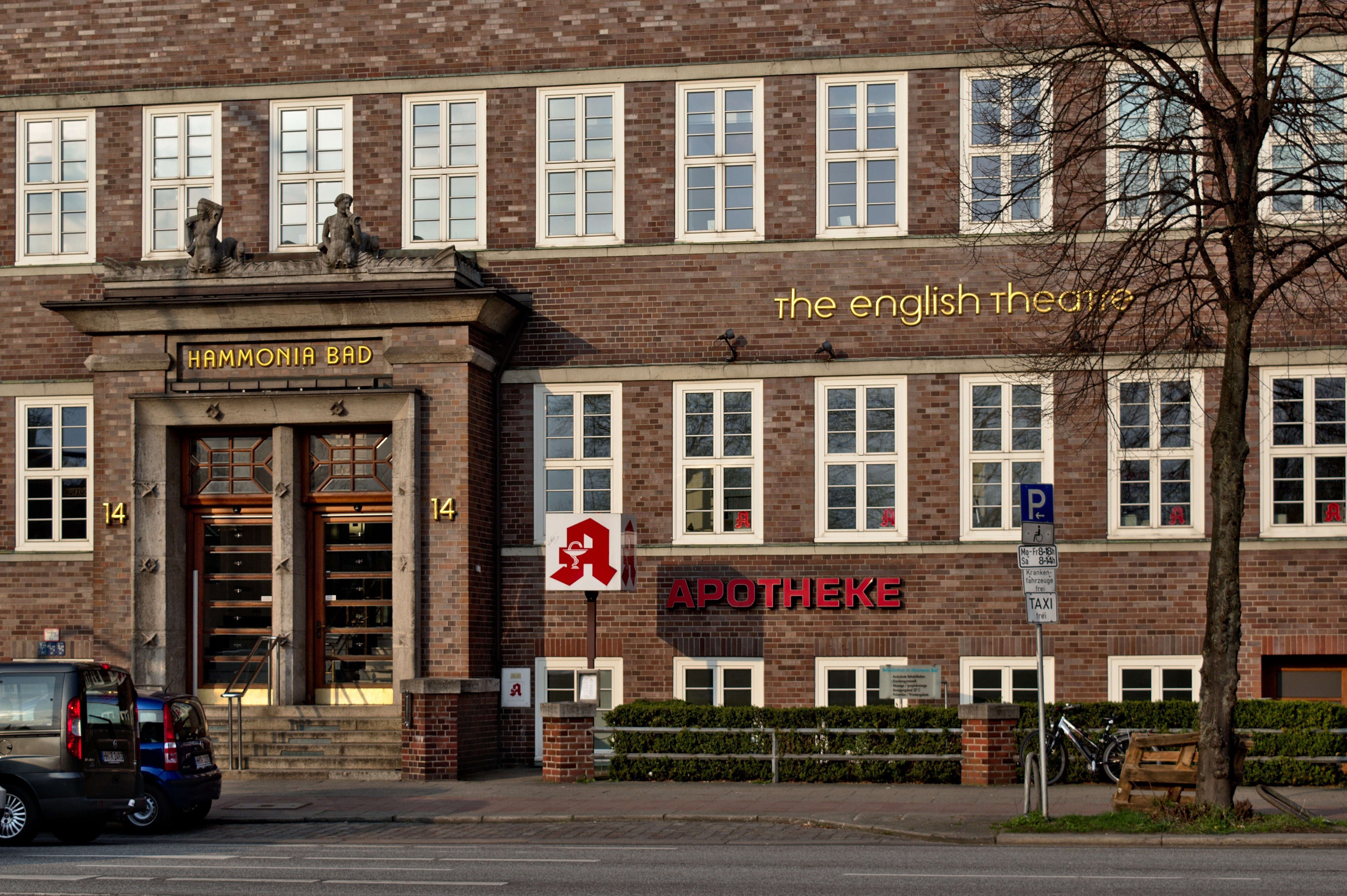
The English Theatre im ehemaligen Hammonia-Bad

The English Theatre of Hamburg ist ein englischsprachiges Theater in Hamburg. Das privat geführte Haus wurde 1976 von zwei Amerikanern gegründet und ist das älteste englischsprachige Theater in Deutschland.

## Geschichte und Programm
Die Bühne wurde 1976 von den Amerikanern Robert Rumpf und Clifford Dean gegründet. Gemeinsam leiten sie das Theater, planen das künstlerische Programm und führen auch bei vielen Produktionen Regie.
2017 kam Paul Glaser als künstlerischer Leiter zum Theater. Er erhielt im November 2023 den Theaterpreis Hamburg – Rolf Mares für seine Theaterproduktion und Regie von The Pride, ein Stück von Alexi Kaye Campbell.
Das English Theatre wird von der Hamburger Kulturbehörde subventioniert, ist eine gemeinnützige Organisation und Mitglied des Deutschen Bühnenvereins.
Das Programm läuft von September bis Juni und präsentiert Stücke im englischen Original. Eine Spielzeit am englischen Theater beinhaltet meist ein amerikanisches oder britisches Drama der klassischen Art oder der Moderne, eine Komödie, einen Thriller und ein zeitgenössisches Stück. Es gibt einhundertsechzig Sitzplätze. Außerdem bietet das Theater den Schulen in Hamburg und Umgebung kostenloses Lehrmaterial für jedes einzelne Stück an; bei Nachfrage werden Diskussionen mit dem Regisseur und den Schauspielern nach einer Vorstellung angeboten.

## Gebäude und Theaterausstattung
Seit 1981 hat das Theater seinen Sitz im Lerchenfeld 14 an der Mundsburg. Das Gebäude beherbergte früher das Hammonia-Bad, eine Badeanstalt, und steht seit 1977 unter Denkmalschutz.

## Weblink
- Website des Theaters